# 風呂川ツカサ
風呂川 ツカサ（ふろかわ ツカサ、10月7日 - ）は、日本の漫画家。大阪府出身。旧名義は風呂。

## 略歴
第36回スクウェア・エニックスマンガ大賞にて、「世界は僕に遠くて近い」が大賞を受賞。同作は『月刊ガンガンJOKER』2020年8月号に掲載された。2022年9月14日に少年画報社より初の短編集『エセお嬢様VSガチお嬢様』発売。
『月刊ガンガンJOKER』2024年8月号（2024年7月22日発売）より『幼馴染をえらべない！』を連載開始。それまでペンネームを「風呂」としていたが、連載を機に「風呂川ツカサ」に改名した。

## 作品リスト

### 連載
- 幼馴染をえらべない!（『月刊ガンガンJOKER』2024年8月号[2] - 連載中）
- 時間の神様（原作：中西鼎、『少年ジャンプ+』2025年5月22日[4] - 連載中）

### 読み切り
- もし美少女ヒーローが男の娘とイケメン（女）だった場合（『月刊少年ガンガン』2017年9月号） - 雑誌初掲載作。
- 世界は僕に遠くて近い（『月刊ガンガンJOKER』2020年8月号） - 第36回スクウェア・エニックス マンガ大賞受賞作[1]。
- 天気さんと空模様（『少年ジャンプ+』2020年7月6日） - 第2回U23ジャンプWEBマンガ賞準大賞作品。
- アスモデウスの懐抱（『月刊ガンガンJOKER』2020年11月号）
- 代原ちゃん（『月刊ヤングキングアワーズGH』2021年5月号[1]）
- 大原小子は変わらない（『月刊ヤングキングアワーズGH』2021年7月号[5]） - 『エセお嬢様VSガチお嬢様 -風呂短編集-』に収録。
- メリー・マリー・ゴールド（『月刊ヤングキングアワーズGH』2021年10月号・11月号） - 前後編。『エセお嬢様VSガチお嬢様 -風呂短編集-』に収録。
- エセお嬢様vsガチお嬢様（『月刊ヤングキングアワーズGH』2022年5月号[6]） - 『エセお嬢様VSガチお嬢様 -風呂短編集-』に収録。
- ういてるふたり（『少年ジャンプ+』2022年4月27日[7]） - ジャンプの漫画学校卒業制作作品。
- 反社会（）魔法少女スミレ（『月刊ヤングキングアワーズGH』2022年8月号[8]） - 『エセお嬢様VSガチお嬢様 -風呂短編集-』に収録。
- 愛の勇者を攻略せよ（『ヤンマガWeb』2023年2月6日）
- 恋の神様（原作：中西鼎、『少年ジャンプ+』2023年11月4日[9]）

### 書籍
- 『エセお嬢様VSガチお嬢様 -風呂短編集-』少年画報社〈ヤングキングコミックス〉、2022年9月14日発売[10]、ISBN 978-4-7859-7234-9
- 『幼馴染をえらべない！』、スクウェア・エニックス〈ガンガンコミックスJOKER〉2024年 - 、既刊2巻（2025年6月20日現在）
  1. 2024年12月20日発売[11][12]、ISBN 978-4-7575-9580-4
  2. 2025年6月20日発売[13]、ISBN 978-4-7575-9907-9